# اریک مارگولیس
اریک مارگولیس (انگلیسی: Eric Margolis؛ زادهٔ ۱۹۴۲ (۸۲–۸۳ سال)) روزنامه‌نگار اهل ایالات متحده آمریکا است. او بیشتر در مورد خاورمیانه، آسیای جنوبی و اسلام مطلب ارائه می‌دهد.

## زندگی‌نامه
مارگولیس در نیویورک سال ۱۹۴۳ متولد شد. مادرش روزنامه‌نگار و نویسنده بود. وی در دانشگاه‌های جرج‌تاون، ژنو و نیویورک تحصیل کرده است.